# Enyaliinae
Enyaliinae – podrodzina jaszczurek z rodziny Leiosauridae.

## Zasięg występowania
Rodzina obejmuje gatunki występujące w Ameryce Południowej.

## Systematyka
Do podrodziny należą następujące rodzaje:
- Enyalius Wagler, 1830
- Urostrophus Duméril & Bibron, 1837